# Mikal Bridges
Mikal Bridges (Filadélfia, 30 de agosto de 1996) é um jogador norte-americano de basquete profissional que atualmente joga no New York Knicks da National Basketball Association (NBA).
Ele jogou basquete universitário por Villanova e venceu os títulos nacionais em 2016 e 2018. Bridges foi selecionado pelo Philadelphia 76ers como a décima escolha geral no draft da NBA de 2018 antes de ser negociado com o Phoenix Suns, onde jogou por cinco temporadas antes de ser negociado para o Brooklyn Nets em 2023. Ele foi trocado para os Knicks em julho de 2024. 
Apelidado de “The Warden”, Bridges detém o recorde ativo de mais jogos consecutivos, sem perder um jogo em sua carreira na NBA desde que foi selecionado no draft.

## Primeiros anos
Bridges é filho de Jack Bridges e Tyneeha Rivers, que deu à luz a ele aos 19 anos e o criou como mãe solteira. Ele cresceu em Overbrook e em bairros próximos. Ele se mudou para Malvern, Pensilvânia para cursar o ensino médio.

## Carreira no ensino médio
Bridges estudou na Great Valley High School em Malvern, Pensilvânia, onde foi treinado por Jim Nolan. Ele começou a levar o basquete a sério no segundo ano quando teve um surto de crescimento para chegar a 1.98m.
Em seu terceiro ano, ele teve médias de 20 pontos e oito rebotes. Durante sua última temporada, ele teve médias de 18,5 pontos, 7,2 rebotes, 2,4 assistências, 2,4 bloqueios e 1,6 roubos de bola e foi nomeado para a Primeira-Equipe da Class AAAA.
Em sua carreira, ele teve 1.340 pontos e 511 rebotes. Saindo do ensino médio, ele foi classificado pela ESPNU como o 82º melhor jogador nacional e se comprometeu com Villanova em junho de 2013.

## Carreira universitária

### Primeiro ano
Em seu primeiro ano com Villanova, ele jogou em todos os 40 jogos. Ele disse que teve que fazer muito levantamento de peso e mudar seu arremesso de três pontos. Ele teve um papel fundamental saindo do banco no Torneio da NCAA de 2016, marcando 11 pontos em uma vitória no Final Four contra Oklahoma. Bridges venceu o Torneio da NCAA junto com seus companheiros de equipe pela universidade pela primeira vez desde 1985. Ele teve médias de 6,4 pontos, 3,2 rebotes e 1,1 roubos de bola como calouro. "Ele veio como um fenômeno de pontuação do ensino médio, como todos eles, então estou muito orgulhoso de como ele abriu seu jogo defensivamente", disse o técnico Jay Wright.

### Segundo ano

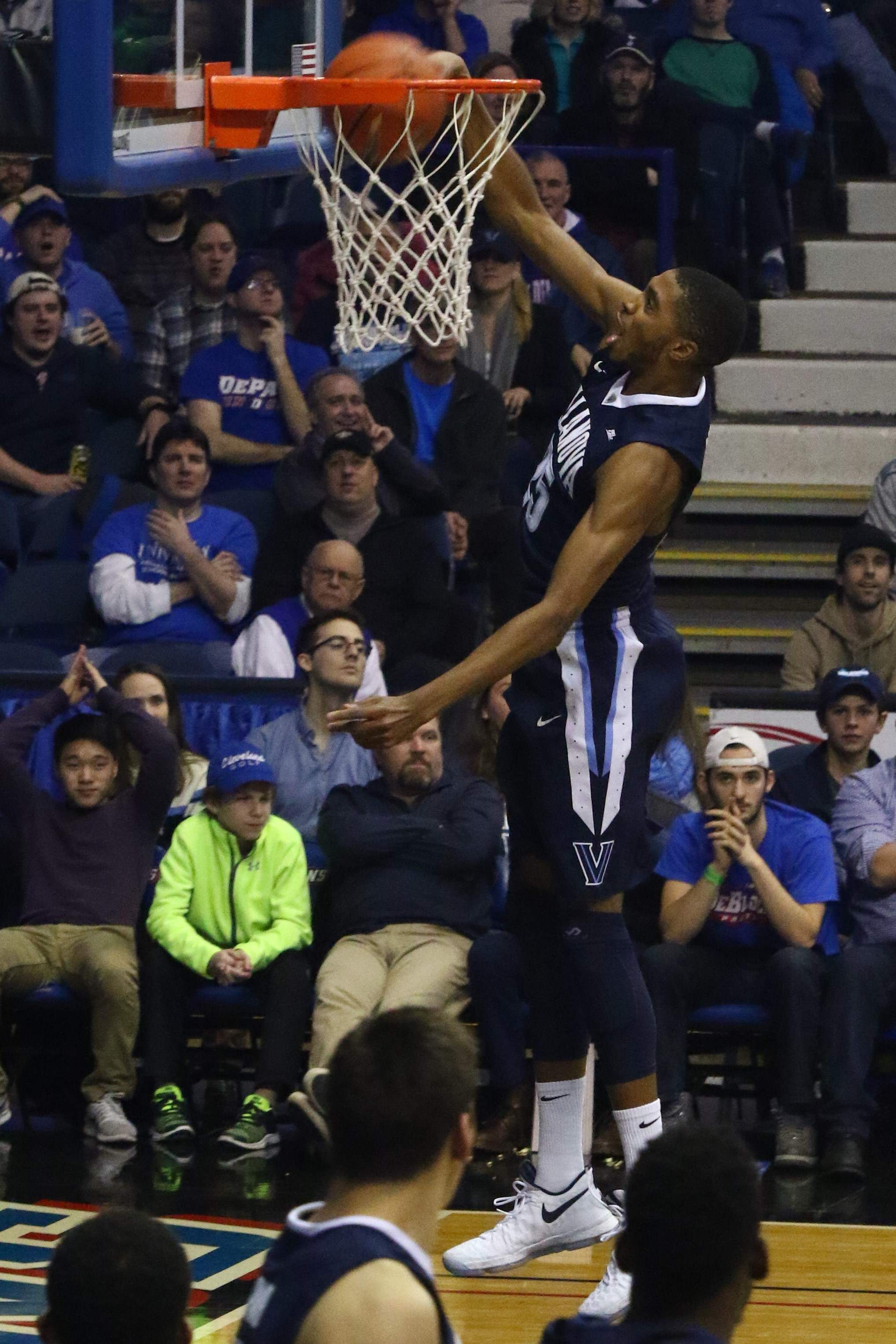
Bridges fazendo uma enterrada contra DePaul em 2017

Entrando na temporada de 2016-17, Bridges estava programado para ser o sexto homem da equipe, mas com a lesão de Phil Booth, ele foi titular em todos os jogos. 
Sobre o seu segundo ano, Joe Juliano, do The Philadelphia Inquirer, escreveu: "Se existe um jogador de cinco funções no basquete universitário, Mikal Bridges é o modelo." Ele se tornou um atacante esguio que podia marcar e defendia o melhor jogador do time adversário.

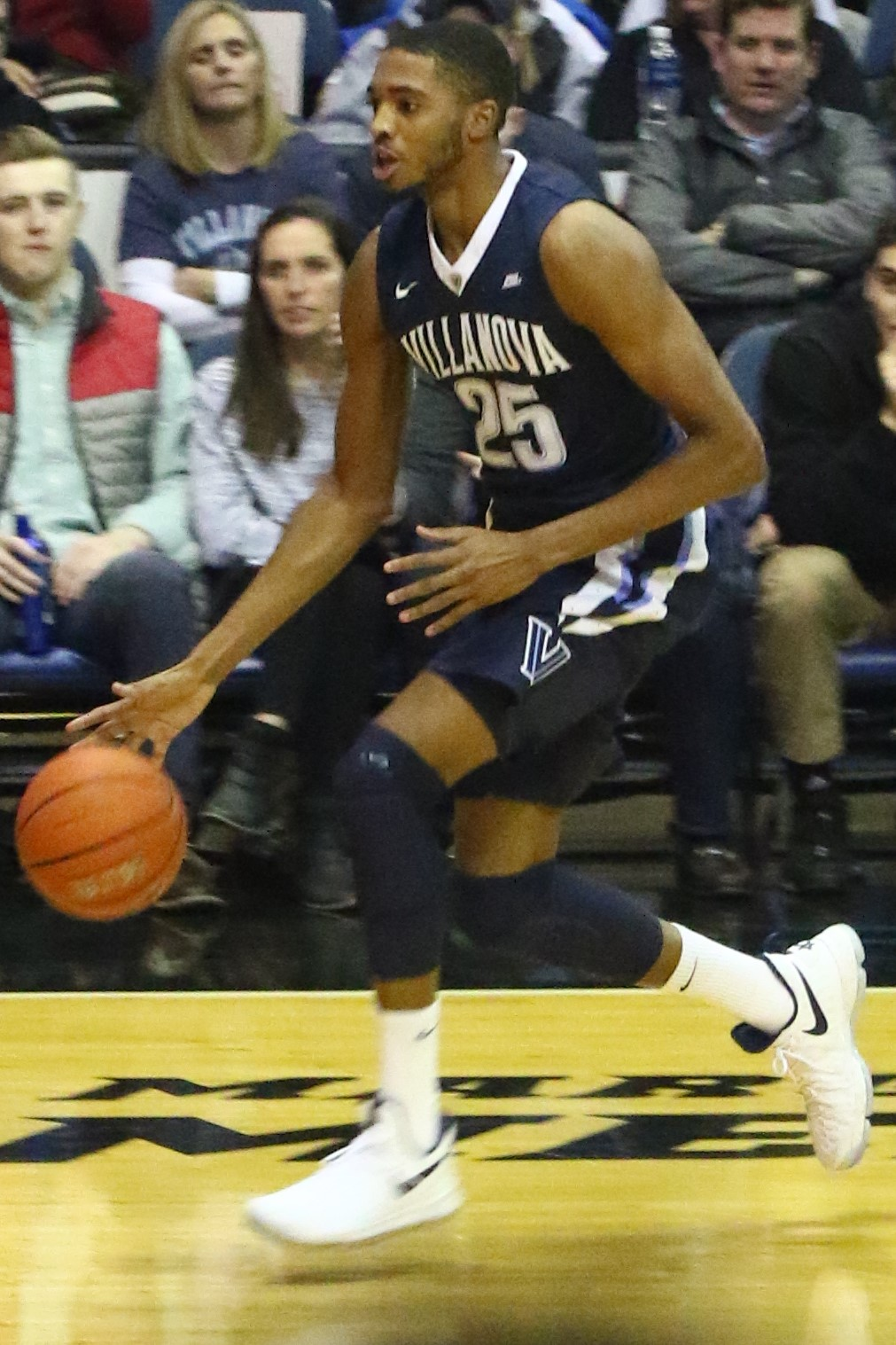
Bridges por Villanova.

No Torneio da NCAA, ele teve médias de 9,8 pontos e 4,6 rebotes, acertando 39% dos arremessos de três pontos. Ele melhorou sua pontuação com o decorrer da temporada e teve média de 12,3 pontos em seus últimos 12 jogos da temporada regular. Junto com Khyri Thomas de Creighton e o seu companheiro de equipe, Josh Hart, Bridges foi um dos três jogadores defensivos do ano da Big East, sendo o terceiro na conferência em roubos de bola com média de 1,9.

### Terceiro ano
Em 4 de dezembro, ele registrou 28 pontos, o recorde de sua carreira, seis rebotes e dois bloqueios na vitória por 88-72 sobre Gonzaga. No final da temporada regular, ele se juntou a Jalen Brunson na Primeira-Equipe da Big East. Ele foi nomeado MVP do Torneio da Big East depois de marcar 28 pontos na vitória por 76-66 na final contra Providence.
Nesse ano, Bridges teve médias de 17,7 pontos e 5,3 rebotes. Ele recebeu o Prêmio Julius Erving de melhor Ala. Em 10 de abril de 2018, Bridges anunciou sua intenção de abrir mão de sua última temporada de elegibilidade universitária e se declarar para o Draft da NBA de 2018.

## Carreira profissional

### Phoenix Suns (2018–2023)

#### Novato e titular (2018–2020)
Bridges foi selecionado pelo Philadelphia 76ers como a décima escolha geral no draft da NBA de 2018 e foi posteriormente negociado com o Phoenix Suns em troca de Zhaire Smith e uma escolha de primeira rodada de 2021. Em 6 de julho de 2018, ele assinou um contrato de 4 anos e US$ 17,6 milhões com os Suns. Em 6 de outubro, foi anunciado que Bridges perderia o restante da pré-temporada devido a uma lesão no cotovelo.
Bridges fez sua estreia profissional na abertura da temporada regular dos Suns em 17 de outubro de 2018. Três dias depois, Bridges registrou seus primeiros pontos, rebotes e assistências de sua carreira profissional com 10 pontos, 4 rebotes, 2 assistências e 2 roubos de bola na derrota contra o Denver Nuggets. Em 14 de novembro, ele fez seu primeiro jogo como titular da carreira e marcou oito pontos em 25 minutos na vitória por 116-96 sobre o San Antonio Spurs. De 22 de janeiro a 6 de março, Bridges conseguiria pelo menos um roubo de bola em cada jogo disputado. Ele se tornou o primeiro novato desde Chris Paul a obter um roubo de bola por jogo ao longo de um período de 20 jogos. No final da temporada, Bridges se tornou o único jogador dos Suns a disputar todos os 82 jogos da temporada regular.
Em 14 de dezembro de 2019, ele teve 10 rebotes, o recorde de sua carreira, em seu primeiro jogo como titular da temporada de 2019-20, em uma derrota por 121-119 para o San Antonio Spurs na Cidade do México. Em 8 de março, Bridges conseguiu seu primeiro duplo-duplo com 21 pontos e 10 rebotes na vitória por 140-131 sobre o Milwaukee Bucks. Na bolha da NBA de 2020, Bridges foi titular em todos os oito jogos.

#### Sucesso de playoffs e troca (2021–2023)
Em 9 de janeiro de 2021, Bridges teve 34 pontos, um novo recorde na carreira, na vitória por 125–117 sobre o Indiana Pacers. Em 13 de maio, Bridges marcou um duplo-duplo com 21 pontos e 11 rebotes, o recorde de sua carreira, na vitória por 118-117 sobre o Portland Trail Blazers. Durante o Jogo 2 das Finais da NBA de 2021, Bridges marcou 27 pontos em uma vitória por 118–108 para dar aos Suns uma vantagem de 2–0 na série. No entanto, a equipe acabou perdendo as finais em 6 jogos para o Milwaukee Bucks.
Em 17 de outubro de 2021, Bridges e os Suns concordaram com uma extensão de contrato de 4 anos e US$ 90 milhões. Bridges e os Suns terminaram a temporada regular com um recorde de 64-18, o melhor recorde geral da liga. Bridges recebeu elogios universais de jogadores, treinadores, torcedores e repórteres por sua defesa, terminando em segundo lugar na votação de Jogador Defensivo do Ano e sendo selecionado para a Primeira-Equipe Defensiva. Em 26 de abril de 2022, Bridges registrou 31 pontos, cinco rebotes e quatro bloqueios na vitória no Jogo 5 contra o New Orleans Pelicans. Nas semifinais da Conferência Oeste, os Suns foram eliminados para o Dallas Mavericks.
Em 16 de novembro de 2022, ele quase registrou um triplo-duplo com 23 pontos, 9 rebotes e 9 assistências na vitória por 130-119 sobre o Golden State Warriors. Em 17 de dezembro de 2022, Bridges ainda detém o recorde de mais jogos consecutivos sem perder nenhum deles com 365.

### Brooklyn Nets (2023–Presente)

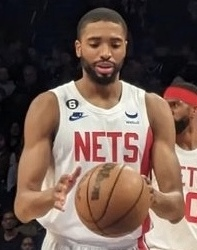
Bridges em 2023

Em 9 de fevereiro de 2023, os Suns trocaram Bridges, junto com Cameron Johnson, Jae Crowder, quatro escolhas da primeira rodada e uma escolha de primeira rodada de 2028, com o Brooklyn Nets em troca de Kevin Durant e T.J. Warren. Ao ingressar nos Nets, ele recebeu o apelido de "Brooklyn Bridges", uma brincadeira com o nome da Ponte do Brooklyn.
Em 11 de fevereiro, Bridges fez sua estreia nos Nets e registrou 23 pontos, 6 rebotes e 2 roubos de bola na derrota por 101-98 para o Philadelphia 76ers. Em 15 de fevereiro, ele marcou 45 pontos, o recorde de sua carreira, na vitória por 116-105 sobre o Miami Heat. Em 26 de março, Bridges marcou 44 pontos na derrota por 119-106 contra o Orlando Magic.
Em 3 de abril, Bridges levou para casa seu primeiro prêmio de Jogador da Semana da NBA em sua carreira. Ele levou os Nets a uma semana invicta de 3-0 com médias de 33 pontos, 5,7 rebotes, 3,7 assistências e 1,3 roubos de bola em vitórias contra o Houston Rockets, Atlanta Hawks e Utah Jazz. Ele registrou seu terceiro jogo de 40 pontos na carreira (todos desde que foi negociado com os Nets) na vitória sobre o Atlanta. Em 9 de abril, Bridges disputou sua 83ª partida da temporada, tornando-se o 42º jogador na história da NBA a jogar 83 ou mais partidas durante a temporada regular, e o primeiro desde Josh Smith na temporada de 2014-15. No final da temporada de 2022-23, Bridges ainda detém o recorde ativo de maior número de jogos consecutivos disputados com 392.
Em 2 de dezembro de 2023, Bridges somou 42 pontos, sendo 26 deles no primeiro quarto, na vitória por 129–102 sobre o Orlando Magic.

### New York Knicks (2024–Presente)
Em 6 de julho de 2024, Bridges foi trocado, junto com Keita Bates-Diop, para o New York Knicks em troca de Bojan Bogdanović, Shake Milton, Mamadi Diakite, cinco escolhas de primeira rodada, uma troca de escolhas de primeira rodada e uma escolha de segunda rodada. A troca reuniu Bridges com seus ex-companheiros de Villanova, Jalen Brunson e Josh Hart, com o grupo recebendo o apelido de "Villanova Knicks" ou "Nova Knicks".
Na sua estreia pelos Knicks, Bridges fez 16 pontos.

## Estatísticas da carreira
|  | Líder da liga |

#### Temporada regular
| Ano      | Equipe   | PJ  | PT  | MPJ  | AP   | 3P   | LL   | RT  | AS  | BR  | TO | PPJ  |
| -------- | -------- | --- | --- | ---- | ---- | ---- | ---- | --- | --- | --- | -- | ---- |
| 2018-19  | Phoenix  | 82  | 56  | 29.5 | .430 | .335 | .805 | 3.2 | 2.1 | 1.6 | .5 | 8.3  |
| 2019-20  | Phoenix  | 73  | 32  | 28.0 | .510 | .361 | .844 | 4.0 | 1.8 | 1.4 | .6 | 9.1  |
| 2020-21  | Phoenix  | 72  | 72  | 32.6 | .543 | .425 | .840 | 4.3 | 2.1 | 1.1 | .9 | 13.5 |
| 2021-22  | Phoenix  | 82  | 82  | 34.8 | .534 | .369 | .834 | 4.2 | 2.3 | 1.2 | .4 | 14.2 |
| 2022-23  | Phoenix  | 56  | 56  | 36.4 | .463 | .387 | .897 | 4.3 | 3.6 | 1.2 | .8 | 17.2 |
| 2022-23  | Brooklyn | 27  | 27  | 34.2 | .475 | .376 | .894 | 4.5 | 2.7 | 1.0 | .6 | 26.1 |
| 2023–24  | Brooklyn | 82  | 82* | 34.8 | .436 | .372 | .814 | 4.5 | 3.6 | 1.0 | .4 | 19.6 |
| Carreira | Carreira | 474 | 407 | 32.9 | .484 | .375 | .846 | 4.1 | 2.6 | 1.2 | .6 | 15.4 |

#### Playoffs
| Ano      | Equipe   | PJ | PT | MPJ  | AP   | 3P   | LL   | RT  | AS  | BR  | TO  | PPJ  |
| -------- | -------- | -- | -- | ---- | ---- | ---- | ---- | --- | --- | --- | --- | ---- |
| 2021     | Phoenix  | 22 | 22 | 32.1 | .484 | .368 | .893 | 4.3 | 1.6 | 1.0 | .7  | 11.1 |
| 2022     | Phoenix  | 13 | 13 | 38.5 | .478 | .394 | .933 | 4.7 | 2.8 | 1.1 | 1.0 | 13.3 |
| 2023     | Brooklyn | 4  | 4  | 39.4 | .429 | .400 | .783 | 5.3 | 4.0 | .5  | .5  | 23.5 |
| Carreira | Carreira | 39 | 39 | 36.6 | .463 | .387 | .869 | 4.7 | 2.8 | .8  | .7  | 15.9 |

### Universitário
| Ano      | Equipe    | PJ  | PT | MPJ  | AP   | 3P   | LL   | RT  | AS  | BR  | TO  | PPJ  |
| -------- | --------- | --- | -- | ---- | ---- | ---- | ---- | --- | --- | --- | --- | ---- |
| 2015–16  | Villanova | 40  | 0  | 20.3 | .521 | .299 | .787 | 3.2 | .9  | 1.1 | .7  | 6.4  |
| 2016–17  | Villanova | 36  | 33 | 29.8 | .549 | .393 | .911 | 4.6 | 2.0 | 1.7 | .9  | 9.8  |
| 2017–18  | Villanova | 40  | 40 | 32.1 | .514 | .435 | .851 | 5.3 | 1.9 | 1.5 | 1.1 | 17.7 |
| Carreira | Carreira  | 116 | 73 | 27.3 | .525 | .400 | .845 | 4.3 | 1.6 | 1.4 | .9  | 11.3 |

Fonte: